# Florentinus Sului Hajang Hau
Florentinus Sului Hajang Hau MSF (Tering, 11 de dezembro de 1948 - Jacarta, 18 de julho de 2013) foi um clérigo religioso indonésio e arcebispo católico romano de Samarinda.
Florentinus Sului Hajang Hau ingressou na ordem religiosa dos Missionários da Sagrada Família e foi ordenado sacerdote em 16 de fevereiro de 1976.
O Papa João Paulo II nomeou-o Bispo de Samarinda em 5 de abril de 1993. O bispo de Palangkaraya, Yulius Aloysius Husin MSF, consagrou-o bispo em 21 de novembro do mesmo ano; Os co-consagradores foram Hieronymus Herculanus Bumbun OFMCap, Arcebispo de Pontianak, e Wilhelmus Joannes Demarteau MSF, ex-bispo de Banjarmasin.
Com a elevação à arquidiocese em 29 de fevereiro de 2003, foi nomeado Arcebispo de Samarinda.